# Пчелья
Пчелья — река в России, протекает в Макарьевском районе Костромской области. Устье реки находится в 13 км по левому берегу реки Поеж. Длина реки составляет 12 км.
Исток находится в лесах в 24 км к северо-востоку от села Тимошино близ границы с Нижегородской областью. Река течёт на юго-запад по ненаселённому лесному массиву. Всё течение реки проходит по территории бывшего лагеря Унжлаг.

## Данные водного реестра
По данным государственного водного реестра России относится к Верхневолжскому бассейновому округу, водохозяйственный участок реки — Унжа от истока и до устья, речной подбассейн реки — Бассей притоков Волги ниже Рыбинского водохранилища до впадения Оки. Речной бассейн реки — (Верхняя) Волга до Куйбышевского водохранилища (без бассейна Оки).
По данным геоинформационной системы водохозяйственного районирования территории РФ, подготовленной Федеральным агентством водных ресурсов:
- Код водного объекта в государственном водном реестре — 08010300312110000016645
- Код по гидрологической изученности (ГИ) — 110001664
- Код бассейна — 08.01.03.003
- Номер тома по ГИ — 10
- Выпуск по ГИ — 0